# Habitatge al carrer del Fossar, 18 (Rupit)
L'Habitatge al carrer del Fossar, 18 és una casa de Rupit i Pruit (Osona) inclosa a l'Inventari del Patrimoni Arquitectònic de Catalunya.

## Descripció
Casa entre mitgera, assentada sobre el desnivell del terreny i orientada a tramuntana, amb el carener paral·lel a la façana, la part de migdia dona sobre la riera de Rupit. Consta de planta baixa i primer pis. A l'extrem dret de la planta hi ha un gros portal adovellat, la dovella central duu un escut amb el nom de Crist; a la part esquerre hi ha una finestra d'arc rebaixat format per dovelles i amb reixes ferro. Damunt el portal hi ha una finestra amb l'ampit motllurat i decoracions de dau, la llinda està decorada amb una petita forma triangular al centre. A la part esquerre s'obre una altra finestra amb l'ampit motllurat i espiera. És construïda en pedra unida amb morter i arrebossat al damunt. Els elements de ressalt són de pedra picada.

## Història
La importància de les cases d'aquest carrer rau sobretot en la bellesa arquitectònica i la unitat dels edificis que la integren, tots ells construïts als segles xvii i xviii i que han estat restaurats recentment amb molta fidelitat.
L'establiment de cavallers al Castell de Rupit als segles xii i xiii donaren un caire aristocràtic a la població, al segle xiv la demografia baixa considerablement. Al fogatge del segle xvi ja s'observa una certa recuperació i a partir del segle xvii comença a ser nucli important de població, ja que durant la guerra dels Segadors, al 1654, s'hi establiren molts francesos.